# آندرسون بامبا
آندرسون بامبا (به پرتغالی: Anderson Soares de Oliveira) مدافع اهل برزیل است که در شهر São Gonçalo و در تاریخ ۱۰ ژانویهٔ ۱۹۸۸ به دنیا آمده‌است.
آندرسون بامبا در تیم‌های فوتبال فلامینگو ،Tombense،بایر ۰۴ لورکوزن،VfL Osnabrück، فورتونا دوسلدورف و بروسیا مونشن‌گلادباخ سابقهٔ حضور دارد.